# 四季美

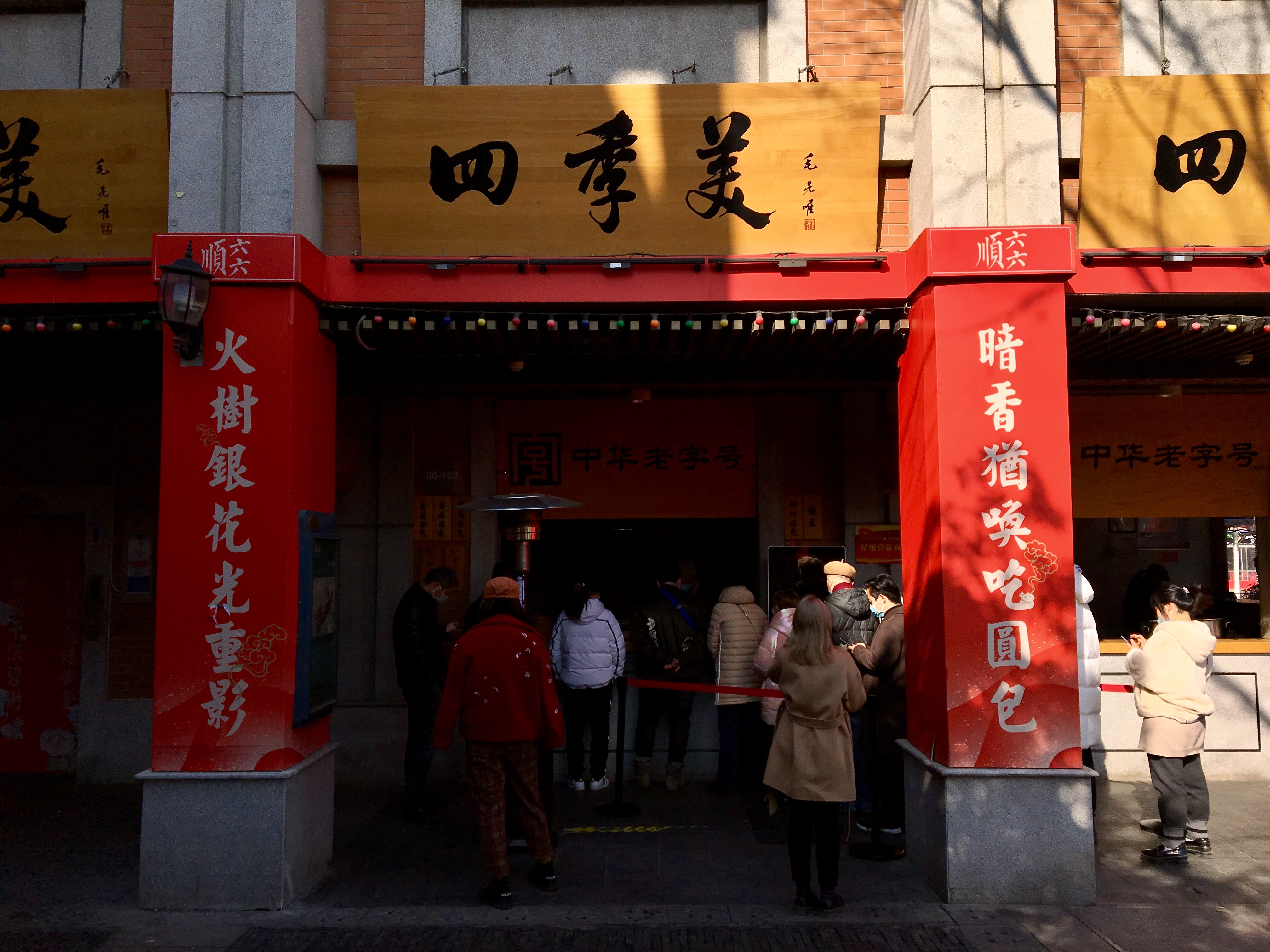
位於中山大道的四季美旗艦店

四季美湯包是武汉四大名吃之一，主营具有武汉风味的各式小笼汤包。

## 歷史
“四季美汤包馆”创始于1922年，最早在花楼街一门面约30余平方米面积，主营汤包兼制各种汤面、煨汤、软拖黄鱼，花三鲜等江浙菜点，创业人田玉山是原汉阳县（今蔡甸区）马鞍山田家大湾人。1927年，“四季美汤包馆”在江汉路步行街天桥下开业，武昌著名书法家陈映梅为其题字“四季美”。
1956年，随着公私合营，四季美汤包馆迁址汉口中山大道并更名为“四季美酒楼”。厨师钟生楚对江淮风味的小笼汤包做了本土化改良，形成了独具武汉特色风味的汉派汤包，受到顾客的好评而被誉为“汤包大王”，该店变为主要供应小笼汤包的汤包馆，汤包的花色品种也陆续发展为三鲜、虾仁、蟹黄、香菇、鱿鱼、海参、甲鱼、鸡茸等多品种。
2010年，江汉路“四季美酒楼”因修建武汉地铁2号线拆除，部分职工将先后分流到武昌户部巷、汉阳西大街等新老小吃市场。2017年四季美在中山大道吉庆街上寻了一间400多平方米的门面，2017年5月27日旗舰店重新開業。